# Carl Heinrich von Wedel
Carl Heinrich von Wedel (12 tháng 7 năm 1712 ở Göritz - 2 tháng 4 năm 1782) là một tướng người Phổ. Ông là người chỉ huy trận chiến Fehrbellin năm 1758. Đây là một trận đánh trong cuộc Chiến tranh Bảy Năm, diễn ra tại Fehrbellin giữa Quân đội Phổ và Thụy Điển vào ngày 28 tháng 9 năm 1758.
Quân đội Phổ do Tướng Carl Heinrich von Wedel chỉ huy quyết định chấm dứt cuộc tiến công của quân Thụy Điển vào Brandenburg. Quân đội Thụy Điển trấn giữ thị trấn này, và cứ mỗi cánh cổng trong số ba cánh cổng thành Brandenburg thì bọn họ đặt một khẩu đại pháo.

## Gia đình
Năm 1747, Wedel kết hôn với Friederike Auguste von Broecker. Hai người có với nhau một con trai và bốn con gái, trong đó:
- Caroline Friederike (19 tháng 2 năm 1748 - 5 tháng 1 năm 1780) kết hôn với Heinrich Wilhelm von Anhalt (1735-1801), con trai của Wilhelm Gustav của Anhalt-Dessau
- Friederike Albertine (17 tháng 9 năm 1751 - 8 tháng 10 năm 1825) kết hôn với Karl Philipp von Anhalt (1732-1806), cũng là con trai của Wilhelm Gustav của Anhalt-Dessau